# 光孝寺 (赣州)
25°51′26″N 114°56′39″E / 25.85736°N 114.94422°E
赣州光孝寺，位于中华人民共和国江西省赣州市章贡区，是一个佛教寺庙遗迹，为江西省文物保护单位。

## 建筑风格
康熙五十三年（1714年），僧人释成广募款建光孝寺。嘉庆、同治年间重修。民国时期，“光孝寺钟”为“赣州十最”之一。原寺庙有三进，主体被赣州一中占用，改建教学楼，原殿不复存在，只剩有光孝寺门墙。后被评为第六批江西省文物保护单位。